# Puchar Polski (województwo gorzowskie) w piłce nożnej mężczyzn
Puchar Polski w piłce nożnej mężczyzn w województwie gorzowskim – cykliczne rozgrywki piłkarskie w województwie gorzowskim, stanowiące eliminacje do szczebla centralnego Pucharu Polski. System zależny był od podziału administracyjnego, a także od podziału okręgów PZPN. Do 1949 r. okręg gorzowski znajdował się w granicach województwa poznańskiego (Poznański Okręgowy Związek Piłki Nożnej). Następnie, w latach 1950–1975 w województwie zielonogórskim. Odrębne województwo gorzowskie utworzono w wyniku reformy w 1975 r., jednak pierwsze mecze wojewódzkiego Pucharu Polski rozegrano w 1976 r. Od tego czasu, aż do 2000 r. Gorzowski OZPN (do 1982 r. OZPN w Gorzowie Wlkp.), organizował Puchar Polski na szczeblu okręgu. W wyniku reformy administracyjnej doszło do połączenia okręgowych związków i od 2001 r. rozgrywki w województwie lubuskim koordynuje Lubuski Związek Piłki Nożnej.

## Historia
Przed powstaniem województwa gorzowskiego w 1975 r., zespoły z północy obecnego województwa lubuskiego kilkukrotnie sięgały po okręgowy puchar. W 1953 r. Unia Gorzów Wlkp., po dogrywce, pokonała Spójnię Żary 2:1. Rok później pokonała w finale Budowlanych (Iskrę) Małomice 3:0. 
Reforma administracyjna - wprowadzona 1 czerwca 1975 - sprawiła, że z części dawnych województw: poznańskiego, szczecińskiego i zielonogórskiego utworzono województwo gorzowskie. Rok później powołano do życia Okręgowy Związek Piłki Nożnej w Gorzowie Wlkp., który od 1976 r. rozpoczął organizację rozgrywek pucharowych w granicach nowo powstałego województwa. Co ciekawe, już w sezonie 1978/1979 los sprawił, że w I rundzie PP trafili na siebie finaliści z obu województw: „zielonogórski” Promień Żary wyeliminował „gorzowską” Celulozę Kostrzyn nad Odrą, pokonując ją 1:0.
Spośród triumfatorów gorzowskiego i zielonogórskiego PP, trzy kluby mają obecnie siedziby poza granicami województwa lubuskiego: Chrobry Głogów, obecnie w województwie dolnośląskim (zdobywca pucharu w 1967 r.), Stoczniowiec Barlinek w województwie zachodniopomorskim (pięciokrotny zdobywca pucharu: w 1979, 1981, 1982, 1983, 1991) oraz Dąb Dębno, również w województwie zachodniopomorskim (zdobywca Pucharu w 1993 r.). Dąb jest również triumfatorem PP OZPN Szczecin w sezonie 1969/70 oraz Zachodniopomorskiego ZPN w sezonie 2007/08. Pięciokrotny zwycięzca gorzowskiego PP – Stoczniowiec Barlinek nie powtórzył sukcesu. Największym dokonaniem ekipy z Barlinka był w późniejszym okresie tylko finał w rozgrywkach Zachodniopomorskiego PP w sezonie 2011/12.

## Spotkania finałowe
| E   | Sezon     | Data finału           | Miejsce finału      | Zwycięzca              | Wynik             | Finalista                   | Runda szczebla centralnego                        | Wynik na szczeblu centralnym |
| --- | --------- | --------------------- | ------------------- | ---------------------- | ----------------- | --------------------------- | ------------------------------------------------- | --- |
| 1.  | 1977/1978 | 26.05.1977            | Gorzów Wlkp.        | Stilon Gorzów Wlkp.    | 4:0               | Osadnik Myślibórz           | runda wstępna                                     | Stilon Gorzów Wlkp. – Warta Śrem 0:1                                                                                               |
| 2.  | 1978/1979 | 27.04.1978            | Dębno               | Celuloza Kostrzyn      | 1:0 (dogr.)       | Dąb Dębno                   | I runda II runda                                  | Promień Żary – Celuloza Kostrzyn 1:0 Dąb Dębno – Warta Poznań 1:3                                                                  |
| 3.  | 1979/1980 | 07.06.1979            | Barlinek            | Stoczniowiec Barlinek  | 2:0               | Stilon II Gorzów Wlkp.      | III runda II runda Zespół ligowy - 1/16           | Stoczniowiec Barlinek – Olimpia Elbląg 1:2 Stilon II Gorzów Wlkp. – Błękitni Kielce 0:1 Stilon Gorzów Wlkp. – Śląsk Wrocław 1:3    |
| 4.  | 1980/1981 | 09.05.1980            | Gorzów Wlkp.        | Stilon II Gorzów Wlkp. | 3:0               | Osadnik Myślibórz           | I runda Zespół ligowy - II runda                  | Stilon II Gorzów Wlkp. – BKS Bydgoszcz 0:3 Polonia Poznań – Stilon Gorzów Wlkp. 2:1                                                |
| 5.  | 1981/1982 | 10.06.1981            | Ośno Lubuskie       | Stoczniowiec Barlinek  | 0:0 (k. 4:2)      | Stilon II Gorzów Wlkp.      | Zespoły ligowe - II runda 1/16                    | Celuloza Kostrzyn – Mieszko Gniezno 1:2 Stilon Gorzów Wlkp. – Lech Poznań 1:4                                                      |
| 6.  | 1982/1983 | 05.05.1982            | Strzelce Krajeńskie | Stoczniowiec Barlinek  | 2:1               | Celuloza Kostrzyn           | III runda Zespół ligowy - II runda                | Stoczniowiec Barlinek – Stal Szczecin 1:2 Grunwald Poznań – Stilon Gorzów Wlkp. 1:0, pd.                                           |
| 7.  | 1983/1984 | 27.04.1983            | Sulęcin             | Stoczniowiec Barlinek  | 7:1               | Grunwald Choszczno          | II runda Zespoły ligowe - III runda IV runda      | Stoczniowiec Barlinek – Stal Szczecin 1:3 Stilon Gorzów Wlkp. – Stal Szczecin 0:3 Celuloza Kostrzyn – Lech Poznań 0:0, k. 3:4      |
| 8.  | 1984/1985 | 01.05.1984            | Przytoczna          | Zjednoczeni Przytoczna | 1:1, k. 5:4       | Stoczniowiec Barlinek       | I runda Zespoły ligowe - II runda                 | Zjednoczeni Przytoczna – Arkonia Szczecin 1:2, pd. Lechia Zielona Góra – Stilon Gorzów Wlkp. 1:0 Czarni Słupsk – Celuloza 2:1, pd. |
| 9.  | 1985/1986 | 22.05.1985            | Dębno               | Lubuszanin Drezdenko   | 1:1, k. 4:2       | Dąb Dębno                   | IV runda I runda Zespół ligowy - III runda        | Lubuszanin – Legia Warszawa 2:4 Dąb Dębno – Warta Poznań 0:4 Lubuszanin – Stilon Gorzów Wlkp. 1:0                                  |
| 10. | 1986/1987 | 25.06.1986            | Witnica             | Celuloza Kostrzyn      | 2:1               | Lubuszanin Drezdenko        | II runda Zespół ligowy - III runda                | Celuloza Kostrzyn – Dozamet Nowa Sól 0:2, pd. Dozamet Nowa Sól – Lechia Zielona Góra 0:2                                           |
| 11. | 1987/1988 | 10.06.1987            | Dębno               | SHR Wojcieszyce        | 0:0, k. 5:4       | Dąb Dębno                   | 1/8 Zespoły ligowe - II runda III runda           | SHR Wojcieszyce – ŁKS Łódź 1:2 Start Radziejów – Stilon Gorzów Wlkp. 1:0 Ostrovia Ostrów Wlkp. – Dozamet Nowa Sól 1:0, pd.         |
| 12. | 1988/1989 | 18.05.1988            | Wojcieszyce         | SHR Wojcieszyce        | 2:1               | Stilon II Gorzów Wlkp.      | I runda Zespół ligowy - II runda                  | Moto Jelcz II Oława – SHR Wojcieszyce 3:1 Ostrovia Ostrów Wlkp. – Stilon Gorzów Wlkp. 1:1, k. 5:4                                  |
| 13. | 1989/1990 | 07.06.1989            | Skwierzyna          | Stilon II Gorzów Wlkp. | 5:1               | Zjednoczeni Przytoczna      | I runda Zespół ligowy - I runda                   | Stilon II Gorzów Wlkp. – Mieszko Gniezno 1:2 Stilon Gorzów Wlkp. – Ruch Chorzów 0:2                                                |
| 14. | 1990/1991 | 07.06.1990            | Drezdenko           | Zjednoczeni Przytoczna | 1:0               | Łucznik Strzelce Krajeńskie | II runda Zespół ligowy - 1/16                     | Zjednoczeni Przytoczna – Gryf Słupsk 3:4 Stilon Gorzów Wlkp. – Olimpia Poznań 0:1                                                  |
| 15. | 1991/1992 | 06.06.1991            | Słubice             | Stoczniowiec Barlinek  | 3:1               | Łucznik Strzelce Krajeńskie | I runda Zespół ligowy - PÓŁFINAŁ                  | Polonia Chodzież – Stoczniowiec Barlinek 6:1 Miedź Legnica – Stilon Gorzów Wlkp. 3:0 Stilon Gorzów Wlkp. – Miedź Legnica 1:1       |
| 16. | 1992/1993 | 02.06.1992            | Strzelce Krajeńskie | Celuloza Kostrzyn      | 1:0               | Stoczniowiec Barlinek       | I runda Zespół ligowy - III runda                 | Górnik Złotoryja – Celuloza Kostrzyn 1:0 Polger Police – Stilon Gorzów Wlkp. 4:1                                                   |
| 17. | 1993/1994 | 05.05.1993 18.05.1993 | Lipki Wielkie Dębno | Dąb Dębno              | 2:1 2:1           | Polonia Lipki Wielkie       | III runda Zespół ligowy - 1/8                     | Dąb Dębno – Ślęza Wrocław 0:3, pd. Górnik Pszów – Stilon Gorzów Wlkp. 4:2                                                          |
| 18. | 1994/1995 | 23.06.1994            | Witnica             | Celuloza Kostrzyn      | 0:0, k. 5:4       | Polonia Słubice             | I runda Zespół ligowy - II runda                  | Celuloza Kostrzyn – Lechia Zielona Góra 0:2 Energetyk Gryfino – Stilon Gorzów Wlkp. 1:0                                            |
| 19. | 1995/1996 | 20.06.1995            | Słubice             | Polonia Słubice        | 1:0               | Lubuszanin Drezdenko        | II runda Zespoły ligowe - III runda runda wstępna | Polonia Słubice – Stilon Gorzów Wlkp. 0:2 Stilon Gorzów Wlkp. – Amica Wronki 0:2 Polonia Słubice – Lechia Zielona Góra 3:0 wo.     |
| 20. | 1996/1997 | 19.06.1996            | Dębno Lubuskie      | Lubuszanin Drezdenko   | 1:0               | Polonia Słubice             | IV runda Zespoły ligowe - IV runda III runda      | Lubuszanin Drezdenko – Amica Wronki 0:5 Stilon Gorzów Wlkp. – Widzew Łódź 0:3 Lubuszanin Drezdenko – Lechia Zielona Góra 3:0       |
| 21. | 1997/1998 | 25.06.1997            | Witnica             | Czarni Browar Witnica  | 2:0               | Polonia Słubice             | I runda Zespoły ligowe - I runda III runda        | Czarni Browar Witnica – Flota Świnoujście 1:2 Flota Świnoujście – Lechia Zielona Góra 2:1 GKP Gorzów Wlkp. – Pogoń Szczecin 1:4    |
| 22. | 1998/1999 | 20.06.1998            | Witnica             | Czarni Browar Witnica  | 4:3, 3:3, pd. 1:0 | Lubuszanin Drezdenko        | runda wstępna Zespół ligowy - II runda            | Patria Buk – Czarni Browar Witnica 4:2, pd. Chemik Police – Lechia Zielona Góra 1:1, k. 4:2                                        |
| 23. | 1999/2000 | 16.06.1999            | Stare Kurowo        | Lubuszanin Drezdenko   | 4:1               | Warta Międzychód            | I runda Zespół ligowy - II runda                  | Lubuszanin Drezdenko – Pomerania Police 0:2 Lechia Zielona Góra – Odra Szczecin 3:4, pd.                                           |
| 24. | 2000/2001 | 14.06.2000            | Borek               | GKP Gorzów Wlkp.       | 7:0               | Polonia Słubice             | runda wstępna                                     | Amica II Wronki – Stilon Gorzów Wlkp. 4:2                                                                                          |

## Osiągnięcia według klubów
| Drużyna                | Zwycięzca | Finalista | Zwycięzca (lata)             | Finalista (lata)       |
| ---------------------- | --------- | --------- | ---------------------------- | ---------------------- |
| Pogoń Barlinek         | 5         | 2         | 1979, 1981, 1982, 1983, 1991 | 1985, 1993             |
| Stilon Gorzów Wlkp.    | 4         | 3         | 1977, 1980, 1989, 2000       | 1979, 1981, 1988       |
| Celuloza Kostrzyn      | 4         | 1         | 1978, 1986, 1992, 1994       | 1983                   |
| Lubuszanin Drezdenko   | 3         | 3         | 1985, 1996, 1999             | 1986, 1995, 1998       |
| Zjednoczeni Przytoczna | 2         | 1         | 1984, 1990                   | 1989                   |
| SHR Wojcieszyce        | 2         | 0         | 1987, 1988                   | –                      |
| Czarni Witnica         | 2         | 0         | 1997, 1998                   | –                      |
| Polonia Słubice        | 1         | 4         | 1995                         | 1994, 1996, 1997, 2000 |
| Dąb Dębno              | 1         | 3         | 1993                         | 1978, 1985, 1987       |